# جان اوتس
جان اِوِتْس (انگلیسی: John Fullerton Evetts؛ ۳۰ ژوئن ۱۸۹۱ – ۲۱ دسامبر ۱۹۸۸) فرد نظامی اهل بریتانیا بود.